# Рапсод
Рапсод (грч. ῥαψῳδός, према ῥάπτειν — шити и ᾠδή — песма) је, у старој Грчкој, путујући рецитатор или певач епских песама уз пратњу лире.
Рапсоди су првенствено говорили Хомерове епове и то за плату на дворовима великаша и приликом светковина, нарочито за време Олимпијских игара и Панатенеја. Због тога су били сматрани демијурзима, професионалним рецитаторима. Они су били удружени у еснафе — задруге рапсода. Њихово сталешко обележје био је штап (грч. ραβδος), којег су уз свечану одору и ловоров венац на глави носили приликом наступа. Порекло њиховог имена лежи у техници „шивења” (надовезивања) засебних песама у једну целину. За разлику од својих претходника: Аеда, рапсоди нису изводили сопствене песме. Ипак, при рецитовању напамет научених Хомерових епова, они су их мењали, па и уметали своје сугестије у њих. И у другим културама постоје својеврсни еквиваленти рапсоду, попут бардова, скалдова, минстрела, гуслара, и сл.
Рапсод такође може, уопштено, значити особу која саставља песме.